# 43e (Wessex) Infanteriedivisie

Insigne van het Britse 43e Infanteriedivisie

De 43e (Wessex) Infanteriedivisie (Engels: 43rd (Wessex) Infantry Division) was een divisie van de British Army gedurende de Eerste Wereldoorlog en de Tweede Wereldoorlog. 

## Geschiedenis
De 43e Infanteriedivisie werd in 1908 opgericht. Tijdens de Eerste Wereldoorlog speelde de divisie een kleine rol. 
De eenheid nam deel aan Operatie Overlord en Operatie Epsom. Het speelde een grote rol tijdens Operatie Market Garden en ondersteunde de Guards Pantserdivisie. De divisie speelde later een kleine rol tijdens de Slag om de Ardennen, maar speelde weer een grote rol tijdens Operatie Veritable. Bij de Duitse capitulatie in mei 1945 had de divisie Cuxhaven in Noord-Duitsland bereikt. 

## Eenheden

### 129e Infanteriebrigade
- 4th Battalion, Somerset Light Infantry
- 4th Battalion, Wiltshire Regiment
- 5th Battalion, Wiltshire Regiment

### 130e Infanteriebrigade
- 7th Battalion, Hampshire Regiment
- 4th Battalion, Dorsetshire Regiment
- 5th Battalion, Dorsetshire Regiment

### 214e Infanteriebrigade
- 7th Battalion, Somerset Light Infantry
- 1st Battalion, Worcestershire Regiment
- 5th Battalion, Duke of Cornwall's Light Infantry

### Ondersteunende eenheden
- 8th Battalion, Middlesex Regiment (Vickers machine gunners)
- 43rd Reconnaissance Regiment, Reconnaissance Corps
- 94th Field Regiment, Royal Artillery
- 112th Field Regiment, Royal Artillery
- 179th Field Regiment, Royal Artillery
- 59th Anti-Tank Regiment, Royal Artillery
- 13th Bridging Platoon, Royal Engineers
- 204th Field Company, Royal Engineers
- 207th Field Park Company, Royal Engineers (from Bath, Somerset).
- 260th Field Company, Royal Engineers (from Chippenham, Wiltshire).
- 553rd Field Company, Royal Engineers
- 54th Company, Royal Army Service Corps (RASC)
- 504th Company, RASC
- 505th Company, RASC
- 506th Divisional Company, RASC
- 110th Light Anti Aircraft Regiment, Royal Artillery